# Встановлена потужність
Встано́влена поту́жність (англ. nameplate capacity; installed capacity) — сума номінальних потужностей сукупності елементів об'єкта, який розглядається. Дане поняття знайшло застосування у таких галузях, як електроенергетика, хімічна промисловість, паливна промисловість, металургія, гірнича промисловість тощо.

## Встановлена потужність в електроенергетиці
В електроенергетиці під встановленою потужністю мають на увазі суму номінальних потужностей електричних машин одного виду (наприклад, генераторів, двигунів або трансформаторів), що входять до складу промислового підприємства (наприклад, електростанції) або електричної установки (наприклад, електричної підстанції).
Виражається в одиницях активної потужності (Вт) або повної потужності (В∙А).
Під встановленою потужністю енергетичної системи (або всіх електростанцій будь-якої країни) розуміють сумарну номінальну активну потужність генераторів електростанцій, що входять до складу системи (розташованих на території країни). Встановлена потужність електростанцій, що входять в об'єднану енергосистему (ОЕС) України, у 2012 році становила 53,778 ГВт. Загальна встановлена потужність електрогенеруючих станцій України на кінець 2013 року становила 54,5 ГВт, з яких 51 % припадало на теплові електростанції (ТЕС), 25 % — на атомні електростанції (АЕС), 10 % — на гідроелектростанції (ГЕС) і гідроакумулюючі електростанції (ГАЕС), 12 % — на теплоелектроцентралі (ТЕЦ), блок-станції й інші об'єкти, близько 2 % на відновлювальну енергетику (СЕС, ВЕС). ОЕС України на кінець 2014 року уже об'єднувала електростанції сумарною встановленою потужністю 55,1 ГВт.
В енергетиці встановленою потужністю електроустановки називається найбільша активна електрична потужність, з якою електроустановка може тривалий час працювати без перевантаження відповідно до технічної документації (технічних умов або паспорту) на обладнання.